# ウィリアム・モールトン・マーストン
ウィリアム・モールトン・マーストン（William Moulton Marston、1893年5月9日 - 1947年5月2日）は、アメリカ合衆国の心理学者、発明家、著作家である。

## 経歴
1893年5月9日、マサチューセッツ州ソーガスに生まれる。ハーバード大学で学んだ。アメリカン大学とタフツ大学で教鞭を執った。
エリザベス・ホロウェイ・マーストンと結婚したが、その一方、オリーヴ・バーンとの関係については公表しなかった。3人は一つ屋根の下で幸せに暮らし、一緒に子供たちを育てた。バーンの子供たちには、父親は死去したと伝えていた。
嘘発見器の先駆けとなる装置を発明した。これは、被験者の血圧を測定することによって、その人物が嘘を述べているかどうか判定するものであった。
彼は、1941年に連載を開始した漫画『ワンダーウーマン』の原作者でもある。チャールズ・モールトンという筆名でクレジットされていた。
1947年5月2日、皮膚がんにより、ニューヨーク州ライにて死去。53歳没。

## 受賞
2006年、アイズナー賞の殿堂入りを果たした。

## 大衆文化
2017年、ウィリアム・モールトン・マーストンの人生を描いた伝記映画『ワンダー・ウーマンとマーストン教授の秘密』が公開された。ルーク・エヴァンズがマーストンの役を演じている。

## 関連文献
- ジル・ルポール 著、鷲谷花 訳『ワンダーウーマンの秘密の歴史』青土社、2019年。ISBN 9784791771776。